# Аорнос
Аорнос (старогрчки: Ἄορνος) је био место последње опсаде коју је водио Александар Велики, у априлу 326. године пре нове ере, на планинском положају који се налази у савременом Пакистану. Аорнос је представљао последњу претњу Александровој линији снабдевања, која се у великој мери изложена простирала преко Хиндукуша до Балха. Аријан наводи (иако сам у то сумња) да је Александар био мотивисан жељом да надмаши свог претка Херакла, који наводно није успео да освоји тврђаву коју су Македонци називали Аорнос (према Аријану и Диодору; Аорнис по Курцију; на другим местима Аорнус), што на грчком значи „без птица”. Према једној теорији, име је изобличена верзија индо-иранске речи *awarana, што значи „утврђено место”.
Географ Аурел Стејн је предложио да се Аорнос налазио на Пир-Сару – планинском одсеку изнад уских клисура у завоју горњег тока реке Инд, западно од места Такот у пакистанској провинцији Хајбер-Пахтунва. Међутим, индолог Ђузепе Тучи је као локацију предложио врх планине Елум Гар (познате и као планина Илам), која има велики значај у хиндуизму, такође у Хајбер-Пахтунви.

## Историја
Према Аријану, стеновити врх је имао раван плато са обиљем природних извора и довољно простора за узгој усева, што је онемогућавало опсаду изгладњавањем. Племена из околине која су се предала Александру Великом понудила су му да га одведу до најповољније приступне тачке.
Птоломеј и Александров секретар Милинас (а не познатији Еумен) извидели су и утврдили суседни одсек на западу, подигавши бедем и ров. Птоломејева сигнална ватра која је требало да обавести Александра, истовремено је упозорила и браниоце Пир-Сара. Била су потребна два дана борбе у уским клисурама да би Александар поново организовао своје снаге. Са северне стране, која је била најподложнија нападу, Александар и његове опсадне справе били су заустављени дубоком провалијом. Да би приближио опсадне машине, наредио је изградњу насипа од дрвета, грања и земље како би се премостио јаз. Првог дана радови су их приближили за 50 метара, али се због стрмих падина напредак убрзо успорио. Ипак, након три дана, мали брег повезан са најближом тачком Пир-Сара био је у домету и освојен. Александар, предводећи претходницу, био је привремено одбијен када су браниоци с врха котрљали камење. Три дана ударања у бубњеве обележила су славље бранилаца након првог одбијања, али је уследило изненадно повлачење. Александар се затим успео на последњу литицу уз помоћ ужета. На врху је побио неке од бегунаца (што историчар Робин Лејн Фокс тумачи као ограничени покољ, али Аријан га приказује као масакр), и подигао жртвенике у част Атине, богиње победе, за које је Стејн тврдио да је пронашао трагове.
Александар је сада могао да настави свој поход ка Панџабу. Разорна битка на Хидаспу, између Александрових трупа и војске краља Пора, одиграла се већ следећег месеца, у мају 326. године пре нове ере.